# Festival nacional de cortometrajes Andoenredando
El Festival Andoenredando, oficialmente Festival Internacional de Cine para la Diversidad "Andoenredando", es una muestra cinematográfica celebrada anualmente en Torre Pacheco, España. 
Es un proyecto que se crea en el año 2007. 

## Historia
En 2007, el Ayuntamiento de Torre-Pacheco puso en marcha el Proyecto “Andoenredando”, que supuso el germen inicial de lo que sería, años más tarde, el Festival. Este Proyecto pretendía implicar a todos los jóvenes del municipio en una serie de actividades vinculadas al mundo de la cinematografía y el audiovisual como vehículos no solo de sensibilización social sino, fundamentalmente, para procurar el acercamiento entre jóvenes procedentes de distintas realidades socioeconómicas. Se constató que los grupos de chicos y chicas, fuera de las horas lectivas que compartían en sus centros educativos, no mantenían ningún tipo de relación fuera de las aulas y que la sociedad de Torre-Pacheco se estaba fragmentando y abriéndose una sima entre jóvenes autóctonos y jóvenes de familias inmigradas.
Para combatir esta falla, se iniciaron unos espacios de encuentro en torno al cine y a las TIC, organizados a través de talleres y del rodaje de cortometrajes que eran dirigidos y tutelados por profesionales del sector. Durante 2007 y 2008 se organizaron concursos de cortometrajes con otros centros de educación secundaria, que pasaron a exhibirse públicamente.
El resultado de esta experiencia fue muy provechosa desde el punto de vista social y ha sido reconocida internacionalmente a lo largo de estos años con diferentes premios, pero no cubría otro de los objetivos del proyecto, la sensibilización de la sociedad, en general, acerca de diferentes cuestiones sociales y, particularmente, sobre el fenómeno migratorio y la necesaria integración social de los nuevos vecinos. A los cortos realizados por los jóvenes les faltaba la calidad necesaria para convertirse en herramientas de transformación social, no eran arte sino ejercicios de aprendizaje.
En 2009, para paliar esta carencia y dada la evidente afición que se estaba generando en torno al mundo del cine y, del cortometraje en particular, se decide convocar el I Festival Nacional de Cortometrajes para la Diversidad “Andoenredando”, con un notable éxito de público. Las bases recogían los requisitos de que los cineastas que presentaran obras a concurso no tuvieran más de 30 años de edad y debían retratar situaciones sociales vinculadas a la inmigración. Se presentaron 33 trabajos a concurso.
Este Festival comenzó su andadura en el año 2009 y tiene como objetivos fomentar la cultura cinematográfica, contribuyendo al mejor conocimiento y promoción de la industria audiovisual y sus creadores. Promueve el acercamiento de nuevos públicos y la visibilidad del trabajo de jóvenes cineastas, ofreciendo obras de calidad que tienen difícil acceso a los circuitos comerciales. Genera, además, espacios de reflexión sobre la creación, producción y distribución cinematográfica, así como sobre las temáticas que aborda el Festival: Derechos Humanos, globalización, dinámicas sociales, relaciones interpersonales… 
El Festival se define y articula en torno a dos áreas fundamentales: Su clara dimensión cultural, potenciando el cine no solo como un vehículo de expresión artística, sino también de comunicación social, y apoyando y promocionando los trabajos de directores, productores e intérpretes, sobre todo de cineastas emergentes. Además, cuenta con un importante componente social: Busca sensibilizar a la población sobre cuestiones como la atención a la infancia, la violencia de género, la pobreza y la exclusión, la discapacidad o la discriminación por motivos de género, etnia u orientación sexual. 
El Festival, desde sus inicios, ha apostado por realizar sus entregas de premios en las Galas de Clausura anuales, evitando así convertirlo en un Festival “on-line”. Se consideró de gran importancia la presencia de actores, directores y miembros del Jurado, que podrían compartir puntos de vista y experiencias durante esos días y transmitir sus conocimientos al público.  
El Festival de 2010 amplió su objeto, a la vista de que las obras relacionadas con el fenómeno de la inmigración que se producían anualmente eran muy escasas y que no siempre el valor artístico de las mismas era suficiente para justificar su exhibición. Además, la edad de los participantes limitaba mucho el volumen de obras a concurso. En consecuencia, se decide ampliar el objeto del Festival a la promoción de la diversidad cultural, la sensibilización y concienciación social, es decir, de películas que apostaban por una temática social comprometida con la sociedad en la que vivimos. 
Esta segunda edición del Festival, además de la sección oficial a concurso, contó con una Sección Oficial fuera de Concurso llamada “Ciclo de Cine Social” y con dos talleres de formación especializados: Uno de “Caracterización y efectos especiales”, impartido por Ana Martínez Miravete, maquilladora profesional de televisión, y otro de “Interpretación”, impartido por Sergio Villanueva, actor y escritor. 
En esta edición, 60 fueron los cortometrajes recibidos una vez cerrado el plazo de inscripción, un número considerable si tenemos en cuenta la especialización del Festival en obras de contenido exclusivamente social y la limitación de la edad de los realizadores. El Jurado del Festival lo compuso, el director Coke Riobóo, y en el actor, Sergio Villanueva. 
En 2011 se elimina de las bases el límite de edad de los directores que presentan cortometrajes a concurso, y se alcanzó la cifra de 186 cortometrajes de contenido social presentados. David Muñoz y Edu Cardoso y Sergio Villanueva, forman el Jurado de esta tercera edición.
Además de la proyección de cortometrajes, el Festival incluyó un Taller de Rodaje Cinematográfico y un Taller de Interpretación. Con motivo de la celebración el día 25 de noviembre del “Día Internacional contra la Violencia de Género” el Festival contempló una sección especial de cortometrajes, así como un Taller de Interpretación que tuvo como temática especial el cine y la prevención de la violencia de género.   
En 2012 se presentan 232 cortometrajes a concurso y se amplía la categoría de premios, incorporando el Premio al Mejor Cortometraje Documental y el de Mejor Director de Cortometraje. 
La semana del Festival contempló la organización de las siguientes actividades: Taller de Interpretación, a cargo del actor Pablo Castañón; Taller de Rodaje cinematográfico, impartido por el realizador Chema Román; Taller de efectos especiales “Timelapse”,  por el fotógrafo Javier Guijarro y un Taller de Guion cinematográfico, por la guionista y dramaturga María Victoria Ruiz.
El cartel de la IV Edición fue diseñado específicamente para el Festival por el pintor Manuel Belzunce. En cuanto al Jurado, estuvo compuesto por los hermanos José y César Esteban Alenda, David Muñoz y Cristina Molino.
Se sigue incrementando el prestigio del Festival y en la V Edición (2013) participaron 334 cortometrajes, 266 de ficción y 68 cortometrajes documentales, a través de la plataforma de gestión de festivales Movibeta. El cartel de esta Edición fue diseñado por el pintor Antonio Martínez Mengual. 
Además de la Sección Oficial de Cortometrajes a Concurso, se desarrolló el ya tradicional Ciclo de Cine Social y los talleres "La fotografía en el cine", impartido por Chema Román, "Realización de cine independiente (low cost)”, por Roque Madrid, "Dirección de actores", por Christopher Downs, y "Reglas básicas de la interpretación", por el actor Antonio Zabalburu. El Jurado de esta edición estuvo compuesto por los Directores Roque Madrid, Christopher Downs, Jorge Muriel y Esteban Crespo.
La VI edición del Festival, en 2014, presentó numerosas novedades con las que enriqueció sus contenidos y llegó a un público más amplio y heterogéneo: Junto con los cortometrajes presentados a concurso y el ciclo de cine social, se exhibieron también largometrajes de cine independiente, con el objetivo de ofrecer obras de gran calidad cinematográfica de las que con frecuencia no se puede disfrutar por dificultades de proyección en los circuitos comerciales habituales. Además, Andoenredando traspasó por primera vez nuestras fronteras y recogió una muestra del mejor cine internacional en formato corto que se está realizando en la actualidad, procedente de diversos países europeos, latinoamericanos y asiáticos. 
En la VI Edición participaron más de 340 cortometrajes de ficción y documentales, nacionales y extranjeros, desde obras europeas y latinoamericanas hasta de países más alejados cultural o geográficamente (Irán, Bielorrusia, Corea del Sur, Malasia, Taiwán o China), con un destacado nivel de calidad. La presentación de trabajos a concurso se realizó a través de las plataformas de gestión de festivales Movibeta y Festhome.
El cartel de esta Edición se diseñó por Manuel Barnuevo, y se ampliaron las actividades paralelas a la exhibición de películas de la Sección Oficial y del Ciclo de Cine Social: La exposición "Libros de película, películas de libro”, una ruta gastronómica: “Tapas y copas de cine”, un “Ciclo de Cine Independiente” de Largometrajes, el estreno oficial del largometraje “El regreso de Elías Urquijo” y una “Retrospectiva” de Roque Madrid. Como talleres, “La mirada en la fotografía”, con Chema Román, “La mirada en el cine”, con Gerardo Herrero, “Técnicas de Interpretación, con Enrique Escudero y “Sesiones de Interpretación, con Guillermo Montesinos.
Especialmente novedoso fue el I Encuentro Nacional de Cineastas Emergentes y Mesa Redonda posterior, actividad pionera la situación de la industria del cine presente y más inmediata,  debatiendo los nuevos modelos de creación, producción y distribución. Coordinó la Mesa Redonda Roque Madrid y participaron en ella Carlos Iglesias, Nicolás Alcalá, Gerardo Herrero, Christopher Downs, Albert Pérez y Óscar Constati.
En esta edición se entregó, por vez primera, el Premio a la Diversidad, que recayó en Carlos Iglesias como Director de cine que ha recreado especialmente el mundo de la emigración española en Suiza y en Rusia. El Jurado de esta Edición estuvo compuesto por Daniel Remón, David Muñoz, Gerardo Herrero y Sergio Barrejón.
A lo largo del Festival, se cuenta con la presencia de los actores y directores premiados en la correspondiente edición, además de los premiados en la edición anterior y miembros del Jurado. En cuanto a productoras y distribuidoras, ha existido una amplia comunicación y colaboración con las más significativas del país. Cabe destacar especialmente a la Agencia Freak, Promofest, Madrid en Corto, Mailuki Films, Marvin & Wayne, Kimuak, Banatu Filmak, Jóvenes Realizadores, The House of Films, Digital 104, Bande a Part… etc.
www.regmurcia.com/servlet/s.Sl?sit=a,0,c,0,m,0&r=AgP-28040-DETALLE_EVENTO

## Premios
Largometrajes:
Mejor Largometraje Nacional.
Mejor Largometraje Internacional.
Cortometrajes:
Mejor Cortometraje Nacional.
Mejor Cortometraje Internacional.
Mejor Interpretación Masculina.
Mejor Interpretación Femenina.
Jurado Joven a la Diversidad. 